# 柏原丈二
柏原 丈二（かしはら じょうじ、1963年4月19日 - ）は、熊本県出身の元サッカー選手、元サッカー審判員（元国際審判員）、アジアサッカー連盟審判委員長。

## 来歴・人物
名前より、一部のサポーターからは「ジョージ」とも呼ばれる。
神奈川県立寒川高等学校卒業後、東邦チタニウムサッカー部でプレー。1996年12月に1級審判に登録され、2003年にはスペシャルレフェリー（SR、現プロフェッショナルレフェリー：PR）となり、Jリーグの審判員として活動。しかし、他のPR同様、ジャッジの質や技量に対する批判が散見される。
問題点としては、以下が挙げられる。
- とにかく笛が多い
- カードを乱発する
- 異議を一度でも受けたり、少しでも試合が荒れてくると、試合をコントロール出来なくなる

愛用のホイッスルはバルキーンである。
2011年6月11日に行なわれた横浜F・マリノス対柏レイソル戦の主審が審判員としての最後の試合となった。その後アジアサッカー連盟審判部長に就任した。

## 問題となった試合・判定
2005年7月30日の親善試合、浦和レッズ対マンチェスター・ユナイテッド戦では、ハーフタイム時に、判定にいらついたマンチェスター・ユナイテッドのウェイン・ルーニーから、擦れ違いざまに侮辱を浴びせられるなどの事態を起こしている。さらに、この件については浦和のギド・ブッフバルト監督からも「審判団の技術の進歩も必要だ」とのコメントを残されている。
2007年4月28日のJ1第8節、アルビレックス新潟対横浜F・マリノス戦において、明らかなペナルティエリア外でのハンドをPKと判定。これがF・マリノスの2点目となり、アルビレックスは結局0-6という大敗を喫することとなった。この件に関してアルビレックスは日本サッカー協会審判委員長宛に質問状を提出した。
また、同年9月10日のJ2第39節、湘南ベルマーレ対東京ヴェルディ1969戦ではJ2史上最多となる1試合12枚のイエローカード、退場者2名を出す大荒れの試合となり、選手がロスタイムの時間を確認しようとしたら、異議と間違えられてカードを出されそうになったとの証言も聞かれた。

## エピソード
2008年7月26日のJ1第19節、川崎フロンターレ対名古屋グランパス戦（等々力陸上競技場）で主審を務めていたが、後半8分に負傷により主審を続けることが不可能になったため第4審判に退き、副審を務めていた廣嶋禎数と交代するというアクシデントに見舞われた（このときテレビ中継の解説をしていた早野宏史は、「4審はいいですが、誤(5)審はやめて欲しいですね」というダジャレを飛ばしている）。

## サッカー歴
（サッカー歴の主要な出典）
- 藤沢市立藤ヶ岡中学校
- 神奈川県立寒川高等学校
- 東邦チタニウムサッカー部

## 個人成績
日本サッカーリーグ成績
| 国内大会個人成績 | 国内大会個人成績 | 国内大会個人成績 | 国内大会個人成績 | 国内大会個人成績 | 国内大会個人成績 | 国内大会個人成績 | 国内大会個人成績 | 国内大会個人成績 | 国内大会個人成績 | 国内大会個人成績 | 国内大会個人成績 |
| 年度             | クラブ           | 背番号           | リーグ           | リーグ戦         | リーグ戦         | リーグ杯         | リーグ杯         | オープン杯       | オープン杯       | 期間通算         | 期間通算         |
| 年度             | クラブ           | 背番号           | リーグ           | 出場             | 得点             | 出場             | 得点             | 出場             | 得点             | 出場             | 得点             |
| 日本             | 日本             | 日本             | 日本             | リーグ戦         | リーグ戦         | JSL杯            | JSL杯            | 天皇杯           | 天皇杯           | 期間通算         | 期間通算         |
| ---------------- | ---------------- | ---------------- | ---------------- | ---------------- | ---------------- | ---------------- | ---------------- | ---------------- | ---------------- | ---------------- | ---------------- |
| 1986             | 東チタ           |                  | JSL2部           |                  |                  |                  |                  |                  |                  |                  |                  |
| 1987             | 東チタ           |                  | JSL2部           |                  |                  |                  |                  |                  |                  |                  |                  |
| 1988-89          | 東チタ           |                  | JSL2部           |                  |                  |                  |                  |                  |                  |                  |                  |
| 1989-90          | 東チタ           |                  | JSL2部           | 30               | 3                | 0                | 0                |                  |                  |                  |                  |
| 1990-91          | 東チタ           | 9                | JSL2部           | 26               | 1                | 0                | 0                |                  |                  |                  |                  |
| 1991-92          | 東チタ           | 11               | JSL2部           | 5                | 0                | 1                | 0                |                  |                  |                  |                  |
| 通算             | 日本             | 日本             | JSL2部           |                  |                  |                  |                  |                  |                  |                  |                  |
| 総通算           |                  |                  |                  |                  |                  |                  |                  |                  |                  |                  |                  |

## 審判実績
- 1級審判員登録：1996年12月25日
- Jリーグ登録：J1副審 1997年-2000年/J1主審 2001年-
  - J1 主審161試合 副審41試合（2009年現在）
  - J2 主審82試合 副審1試合（2009年現在）
- 国際主審 2002年-2006年

## 関連文献
- 『1990-1991JSLイヤーブック』日本サッカーリーグ編、南雲堂、1990 ISBN 4-523-31032-7
- 『日本サッカーリーグ全史』日本サッカーリーグ、1993
- 『Jリーグオフィシャルガイド1997』、小学館、1997 ISBN 4-09-102329-0
- 『Jリーグオフィシャルガイド1998』、小学館、1998 ISBN 4-09-102335-5
- 『J.LEAGUE Official Fans' Guide 1999』、トランスアート、1999 ISBN 4-88752-100-6
- 『J.LEAGUE Official Fans' Guide 2000』、トランスアート、2000 ISBN 4-88752-102-2
- 『J.LEAGUE Official Fans' Guide 2001』、トランスアート、2001 ISBN 4-88752-104-9
- 『J.LEAGUE OFFICIAL FANS' GUIDE 2002』、NTT出版、2002 ISBN 4-7571-8116-7
- 『J.LEAGUE OFFICIAL FANS' GUIDE 2003』、NTT出版、2003 ISBN 4-7571-8134-5
- 『J.LEAGUE OFFICIAL FANS' GUIDE 2004』、コナミメディアエンタテインメント、2004 ISBN 4-86155-802-6
- 『J.LEAGUE OFFICIAL FANS' GUIDE 2005』、コナミメディアエンタテインメント、2005 ISBN 4-86155-805-0
- 『J.LEAGUE OFFICIAL FANS' GUIDE 2006』、コナミ、2006 ISBN 4-86155-811-5
- 『J.LEAGUE OFFICIAL FANS' GUIDE 2007』、コナミデジタルエンタテインメント、2007 ISBN 978-4-86155-839-9
- 『J.LEAGUE OFFICIAL FANS' GUIDE 2008』、コナミデジタルエンタテインメント、2008 ISBN 978-4-86155-847-4
- 『J.LEAGUE OFFICIAL FANS' GUIDE 2009』、コナミデジタルエンタテインメント、2009 ISBN 978-4-86155-850-4
- 『J.LEAGUE OFFICIAL FANS' GUIDE 2010』、コナミデジタルエンタテインメント、2010 ISBN 978-4-86155-852-8
- 『J.LEAGUE YEARBOOK 1999』、トランスアート、1999 ISBN 4-88752-099-9
- 『J.LEAGUE YEARBOOK 2000』、トランスアート、2000 ISBN 4-88752-101-4
- 『J.LEAGUE YEARBOOK 2001』、トランスアート、2001 ISBN 4-88752-103-0
- 『J.LEAGUE YEARBOOK 2002』、NTT出版、2002 ISBN 4-7571-8117-5
- 『J.LEAGUE YEARBOOK 2003』、NTT出版、2003 ISBN 4-7571-8135-3
- 『J.LEAGUE YEARBOOK 2004』、コナミメディアエンタテインメント、2004 ISBN 4-86155-801-8
- 『J.LEAGUE YEARBOOK 2005』、コナミメディアエンタテインメント、2005 ISBN 4-86155-806-9
- 『J.LEAGUE YEARBOOK 2006』、コナミ、2006 ISBN 4-86155-812-3
- 『J.LEAGUE YEARBOOK 2007』、コナミデジタルエンタテインメント、2007 ISBN 978-4-86155-840-5
- 『J.LEAGUE YEARBOOK 2008』、コナミデジタルエンタテインメント、2008 ISBN 978-4-86155-846-7
- 『J.LEAGUE YEARBOOK 2009』、コナミデジタルエンタテインメント、2009 ISBN 978-4-86155-851-1
- 『J.LEAGUE YEARBOOK 2010』、コナミデジタルエンタテインメント、2010 ISBN 978-4-86155-853-5